# Abdisa Fayisa
Abdisa Fayisa (* 24. April 2005 in Lemen) ist ein äthiopischer Leichtathlet, der sich auf den Mittelstreckenlauf spezialisiert hat.

## Sportliche Laufbahn
Erste Erfahrungen bei internationalen Meisterschaften sammelte Abdisa Fayisa bei den Crosslauf-Afrikameisterschaften 2024 in Hammamet, bei denen er nach 23:36 min den siebten Platz im U20-Rennen belegte. Anschließend gelangte er bei den Crosslauf-Weltmeisterschaften in Belgrad nach 23:16 min auf den zehnten Platz im U20-Rennen und anschließend siegte er in 13:34,77 min im 5000-Meter-Lauf beim Kip Keino Classic. Über 1500 Meter nahm er im August an den Olympischen Sommerspielen in Paris teil und schied dort mit 3:36,82 min in der Hoffnungsrunde aus. Anschließend siegte er bei den U20-Weltmeisterschaften in Lima in 3:40,51 min im 1500-Meter-Lauf und sicherte sich über 5000 Meter in 13:41,56 min die Silbermedaille. 

## Persönliche Bestzeiten
- 1500 Meter: 3:32,37 min, 14. Juni 2024 in Nerja
- 3000 Meter: 7:39,63 min, 12. September 2022 in Bellinzona
  - 3000 Meter (Halle): 7:40,35 min, 27. Januar 2023 in Karlsruhe
- 5000 Meter: 13:34,77 min, 20. April 2024 in Nairobi